# Kuchnia wegetariańska

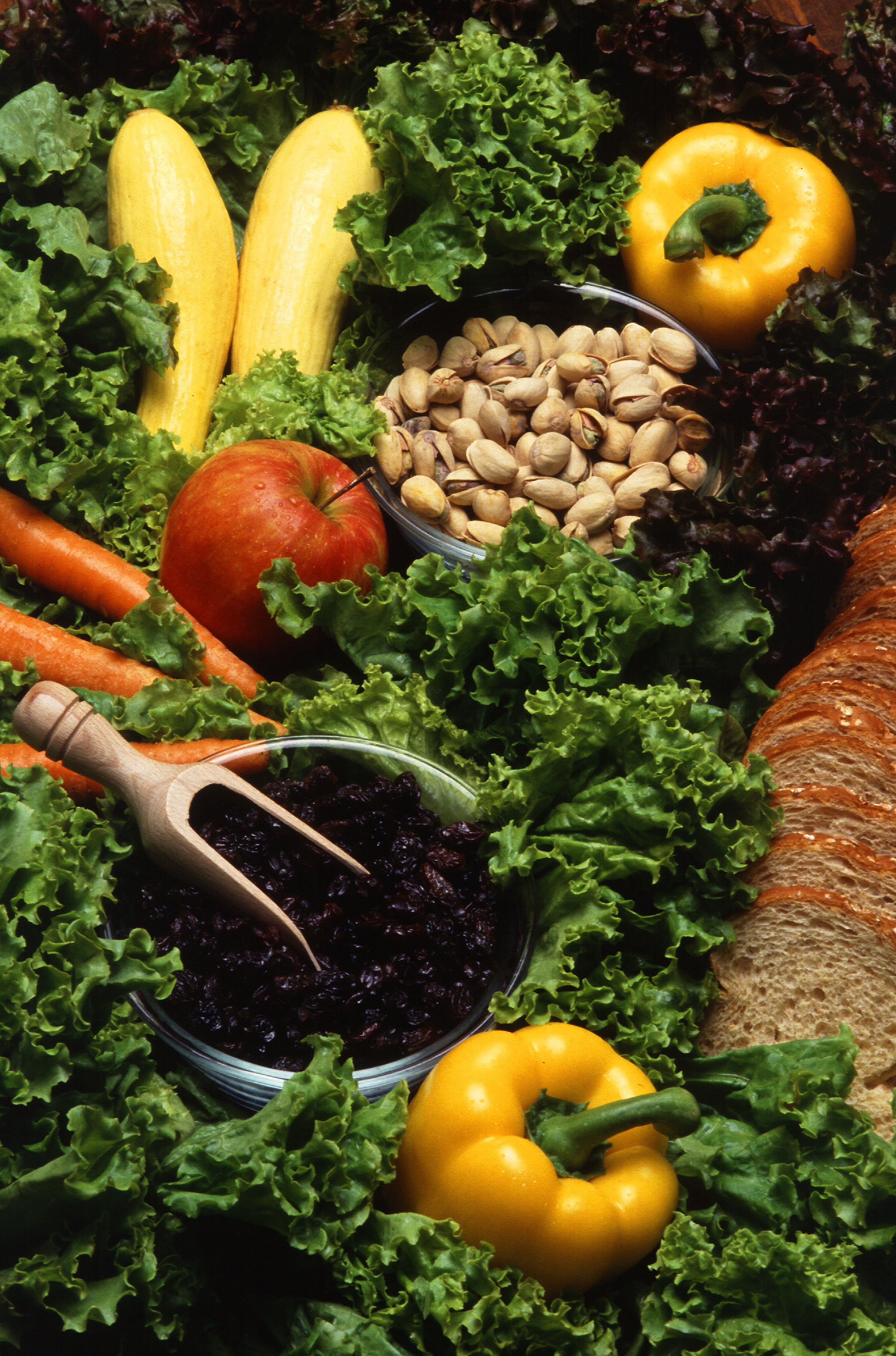
Typowe pożywienie wegetarian

Pojęcie kuchnia wegetariańska określa pożywienie, które ani nie zawiera mięsa, ani nie zostało przygotowane na bazie pochodzącej z mięsa (np. na rosole drobiowym). Laktoowowegetarianie (najczęściej spotykany typ wegetarian w zachodnim świecie) spożywają nabiał, laktowegetarianie (typ wegetarian o najdłuższej tradycji, najczęstszy w Indiach) wykluczają jaja, ale nie inne produkty nabiałowe. Najbardziej radykalne diety wegetariańskie to weganizm i frutarianizm, które odrzucają wszelkie produkty pochodzenia zwierzęcego, w tym miód.
Wegetariańskie pożywienie można podzielić na kilka typów:
- tradycyjne jedzenie, które zawsze było wegetariańskie (na gruncie polskim – także postne). Składa się wyłącznie z wegetariańskich składników;
- produkty sojowe: tofu i tempeh, które są najbardziej rozpowszechnionymi wegetariańskimi źródłami białka;
- substytuty mięsa, przypominające mięso smakiem, strukturą lub wyglądem, często używane jako zamienniki w typowych przepisach mięsnych;
- substytuty nabiału – mające na celu zastąpienie tegoż w kuchni wegańskiej.

## Produkty używane w kuchni wegetariańskiej

### Wegetariańskie grupy produktów
- zboża – pszenica, żyto, jęczmień, gryka, kukurydza, ryż, quinoa, sorgo, proso, owies, pszenżyto oraz produkty z nich pochodzące – mąkę, a z tej pieczywo, makarony itd.
- warzywa, a także pozyskiwane z warzyw tłuszcze i oleje
- grzyby
- owoce
- rośliny strączkowe – soja, groch, fasola, ciecierzyca, soczewica, orzech ziemny
- orzechy i nasiona
- przyprawy i zioła
- glony
- kwiaty

### Produkty używane przy niektórych rodzajach wegetarianizmu
- mleko i jego przetwory: sery, kefiry, masło, jogurt (bez żelatyny) – laktoowowegetarianie, laktowegetarianie
- jaja – owowegetarianie
- miód – niespożywany przez większość wegan

### Kontrowersje
Często można się spotkać z niezrozumieniem istoty wegetarianizmu jako diety wykluczającej produkty uzyskane ze zwierząt i/lub ich pochodne.
Do niewegetariańskich potraw należą produkty zawierające składnik pochodzenia zwierzęcego (np. jogurt zawierający żelatynę wieprzową, pierogi ze skwarkami) lub przygotowane na takim (pączki smażone na smalcu, zupa na kości/mięsnej kostce bulionowej).

## Kuchnia tradycyjnie wegetariańska
Należy podkreślić, że wiele codziennie spożywanych (także przez osoby na diecie tradycyjnej) potraw jest wegetariańskich. Poniższy wykaz uwzględnia niektóre typowe narodowe potrawy bezmięsne.

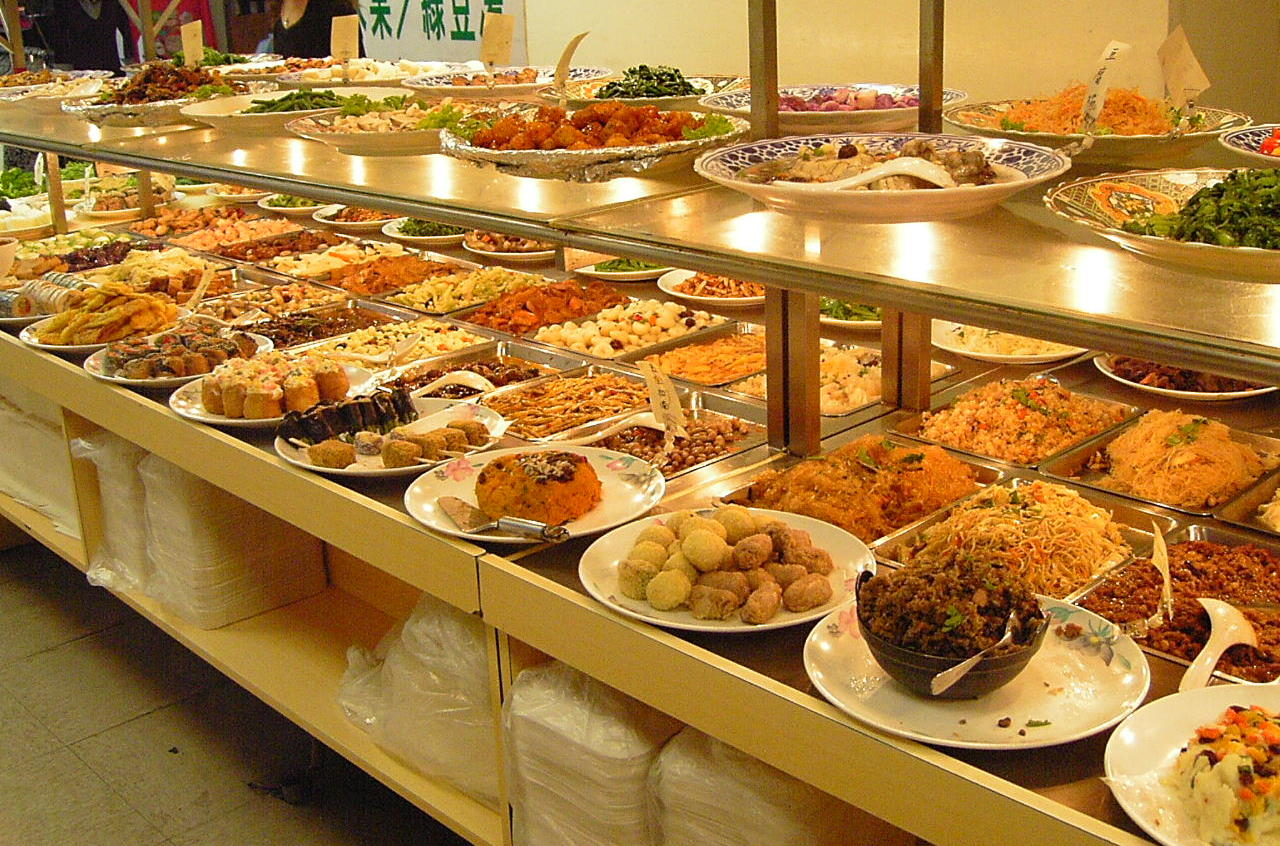
Potrawy wegetariańskie

### Azja
- kuchnia indyjska jest pełna potraw wegetariańskich, z których wiele ma pochodzenie obrzędowe i łączy się w jakiś sposób z religią. Wśród niej warto wyróżnić kuchnię Gujarati – głównie wegetariańską, a thali z niej pochodzące jest bardzo popularne w Indiach i poza nimi. Do dań zwyczajowo wegetariańskich należą: dal, pakora, samosa, khichdi, pilaw, raita, rasam, chana masala, korma, sambar, lalfrezi, saag aloo, różne rodzaje curry oraz połuniowoindyjskie jedzenie, takie jak dosa, idli, vada. Ćapati oraz inne placuszki/chlebki – naan, roti, paratha mogą być wypełniane nadzieniem wegetariańskim i stanowić pełny posiłek. Wiele potraw kwalifikuje się do miana wegańskich, ale zarówno miód, jak i produkty pozyskiwane z mleka są w Indiach rozpowszechnione.
- do kuchni tamilskiej należą: sambar, karembadu, upma, palya/taalimpu, kozhambu/koora, aviyal, olan, kadala curry, theeyal, pulihora/puliyogare, chammandi, chutney, chitrannams oraz placuszki: appam, puttu, pathiri, dosa, idli and vada.
- wiele potraw kuchni chińskiej (i innych dalekowschodnich) bazuje na warzywach, tofu, grzybach, bakłażanie, brokułach, groszku, ryżu, makaronie-nudlach
- kuchnia japońska także zawiera potrawy wegetariańskie – zupa miso z fermentowanej pasty sojowej i wody z dodatkiem szczypioru i glonów, tempura, edamame, wegetariańskie sushi, name kojiru.
- wiele tajskich curry
- indonezyjskie: tempeh orek, tempeh bacem, tofu bacem

### Bliski Wschód
- z rejonu Bliskiego Wschodu pochodzą falafle i hummus z ciecierzycy, jogurt miętowy, kuskus.
  - kuchnia egipska jest szczególnie bogata w potrawy wegetariańskie, częściowo z powodów ekonomicznych, częściowo dzięki wpływom koptyjskiego kościoła ortodoksyjnego. Wiele potraw bazuje na roślinach strączkowych i warzywach. Narodowe dania Egipcjan – kushari i ful medames są całkowicie wegetariańskie.

### Europa
- potrawy hiszpańskie, takie jak polenta, tumbet i niektóre tapas, gazpacho czy hiszpańska tortilla
- kuchnia włoska: wiele rodzajów makaronów, risotta pizzy, crostini, bruschetty oraz pesto
- kuchnia kontynentalna: ratatouille, duszony por z oliwkami i pietruszką, wiele rodzajów quiche, podsmażona boćwina, grzyby faszerowane warzywami, smażona brukselka z grzybami i kabaczkiem.
- kuchnia walijska – tradycyjna kiełbasa glamorgan (z sera, poru i kawałków chleba), laverbread (z wodorostów), Welsh rarebit
- w Niemczech frankfurcki sos salsa verde, różne rodzaje knedli z sosami wegetariańskimi (np. z kurek), rozmaite połączenia twarogu, szpinaku, ziemniaków i różnych ziół, które są częstymi daniami letnimi. Tradycyjnie w piątki w południowych Niemczech serwuje się słodkie posiłki jako obiady, np. Germknödel i Dampfnudel. Na terenie Palatynatu tradycyjnie w piątki podaje się zupę ziemniaczaną i ciasto śliwkowe.
- bałkańskie potrawy, takie jak dolmades czy spanakopita
- kuchnie rosyjska i ukraińska dzięki długiej tradycji postnej wykształciły kilka stopni postnego jedzenia, przy czym stopień drugi oznacza pożywienie przygotowane bez użycia jakichkolwiek składników pochodzenia zwierzęcego – wegańskie. Część z tych potraw jest znana również w kulturze polskiej. Wegetariańskie mogą być: barszcz ukraiński, okroszka, rosyjska zupa szczi, drugie dania: pierogi, bliny, wareniki, kasze, kiszone warzywa, fuczki (podkarpacka potrawa regionalna – kapusta kiszona w cieście naleśnikowym smażona w postaci placków, podawana ze śmietaną)
- kuchnia polska, najogólniej rzecz biorąc, jest bogata w wegetariańskie potrawy mączne: pierogi ruskie, z kapustą i grzybami, z owocami, z serem na słodko, z kaszą gryczaną i twarogiem, kopytka, pyzy ziemniaczane, kluski śląskie, pierogi leniwe, naleśniki (z serem, owocami, dżemem), makaron z owocami. Wegetariańska może być każda zupa przyrządzona na wywarze warzywnym.

### Ameryka Łacińska
- kuchnia meksykańska – dipy salsa, guacamole z nachos, ryż i burrito fasolowe, wiele quesadilli, tacos, niektóre chilaquiles, chili sin carne, czarna fasola z ryżem, chile relleno, serowe enchiladas i warzywna fajita.

### Afryka
- wiele potraw kuchni etiopskiej

### Desery i słodycze

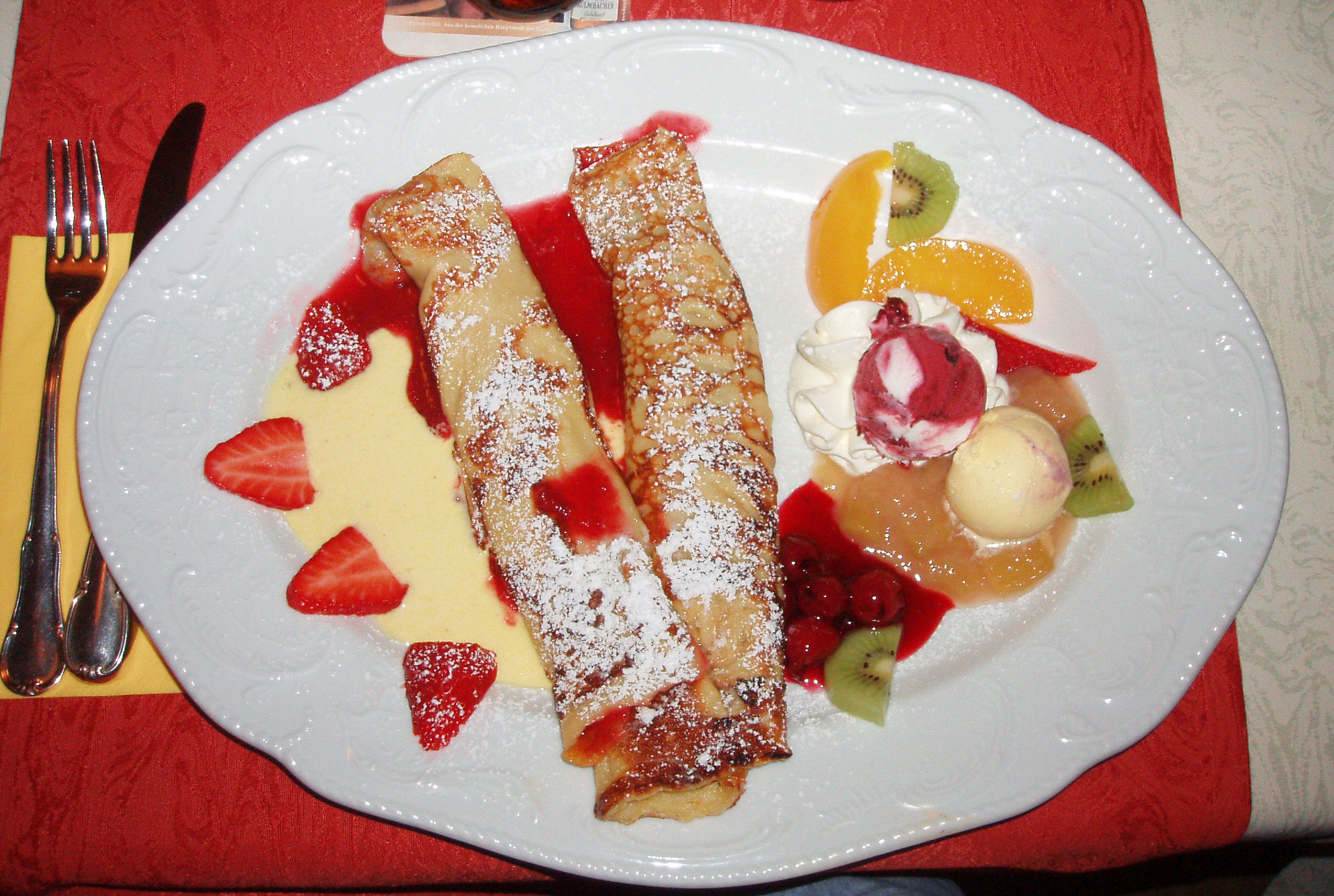

Większość deserów: ciast, puddingów, budyniów, lodów jest wegetariańskich, o ile nie zawierają żelatyny lub smalcu. Tradycyjne desery orientalne: rachatłukum, chałwa są wegańskie, natomiast baklawa często zawiera masło. Indyjskie desery i słodycze są w większości laktowegetariańskie: peda, barfi, gulab jamun, shrikhand, basundi, kaju katri, rasgulla, cham cham, rajbhog itp. Wegańskie są słodycze zrobione z suszonych owoców.

## Kuchnia wykorzystująca substytuty mięsa
Istnieje wiele wegetariańskich zamienników mięsa, które coraz częściej są wykorzystywane w popularnym fast foodzie. Dość często spożywają je osoby na początkowym etapie zmiany diety. Wielu wegetarian stosuje je jako część zróżnicowanej diety.
Wśród potraw zawierających zamienniki mięsa znajdują się:
- wegetariańskie burgery (zwykle sojowe, z seitanu, tempehu),
- wegetariańskie hot-dogi (z sojową „parówką”),
- imitacja kiełbasy (różne typy „salami”, „szynki” itp. – sojowe),
- wegetariański „kurczak” (zazwyczaj z seitanu, tofu lub soi),
- tofucznica, czyli „jajecznica” z tofu naturalnego z dodatkiem kurkumy (dla dodania charakterystycznego żółtego koloru) i dowolnymi dodatkami (cebulą, pomidorem, szczypiorkiem),
- przy pieczeniu jaja można zastąpić kleikiem z siemienia lnianego.

Wspomniane wyżej zamienniki mogą być wzbogacone o dowolne wegetariańskie aromaty i smaki, np. aby uzyskać smak owoców morza, dodaje się do potraw wodorosty.

## Produkty dostępne komercyjnie

Etykiety stosowane w Indiach

Jedynym krajem, w którym znakowanie produktów wegetariańskich i niewegetariańskich jest regulowane prawnie, są Indie. W wielu krajach oznacza się częściowo takie produkty. W Polsce nie istnieje żaden system etykietowania produktów wegetariańskich, jednak producenci wyrobów sojowych zwykle umieszczają stosowną informację na opakowaniu.